# Дибра (округ)
Дибра (алб. Rrethi i Dibrës) — один из 36 округов Албании в восточной части страны.
Округ занимает территорию 761 км² и относится к области Дибра. Административный центр — город Пешкопия.
Несмотря на близость к Республике Македония, с которой округ граничит на востоке, население достаточно гомогенно. На территории округа проживает некоторое количество македонцев в деревнях близ Maqellara.
Около 90 % населения — мусульмане, македонцы — православные. Многие жители имеют родственников в Македонии. Как и в других сельских районах Албании население покидает округ.
В годы турецких и балканских войн округ Дибра не раз становился местом ожесточённых сражений.
Интересны для посещения туристов семь озёр в Lurë, очень живописна и долина реки Чёрный Дрин.

## Административное деление
Территориально округ Дибра разделён на город Пешкопия и 15 общин: Арраси, Фуше-Чидна, Кала, Кастриоти, Люра, Лишани, Макелара, Меляни, Мухури, Томини, Селишта, Слова, Зал-Дарда, Зал-Речи.

## Знаменитые земляки
- Скандербег
- Дали Ндреу